# حملة الرقة (2012–13)
كانت حملة الرقة  (2012–13) سلسلة من المعارك والهجمات التي شنتها مختلف جماعات المعارضة في سوريا، بقيادة جبهة النصرة، ضد قوات الحكومة السورية في محافظة الرقة كجزء من الحرب الأهلية السورية. وقد أطلقت الحملة في صيف عام 2012 وانتهت بالاستيلاء على مدينة الرقة فضلًا عن عشرات البلدات الأصغر حجمًا والمرافق في ربيع عام 2013.

## معركة الثورة
في 10 يناير 2013، اندلعت اشتباكات عنيفة في مدينة الثورة، وقصفت القوات الجوية السورية في قاعدة الطبقة الجوية البلدة بالمدفعية. وبحلول 11 فبراير، استولت المعارضة بقيادة جبهة النصرة بشكل كامل على كل من المدينة وسد الطيقة المجاورة لها.

## الأثر

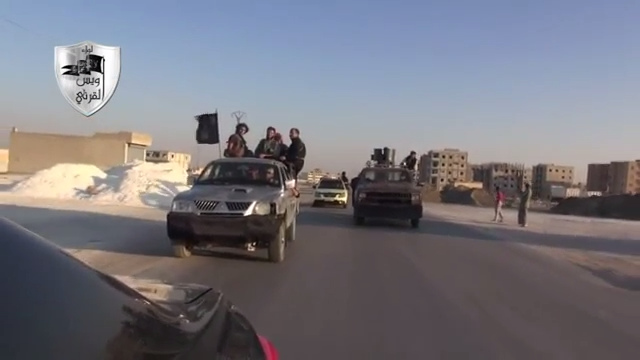
قافلة من مركبات لواء أويس القرني تغادر الطبقة متجهة إلى عين عيسى في يونيو 2013.

طبقت جبهة النصرة وأحرار الشام الشريعة الإسلامية في المدن التي استولوا عليها. وبحلول أبريل 2013، كان مئات الآشوريين مشردين من الثورة. واختطف المسيحيون، بمن فيهم أولئك الذين أيدوا المعارضة، في الرقة، والثورة، وتل أبيض بواسطة جبهة النصرة والدولة الإسلامية في العراق والشام. كما نفذت الدولة الإسلامية في العراق والشام عمليات إعدام علنية لعشرات الأشخاص في المدن بإطلاق النار عليهم. وتم أيضا قمع الأنشطة السياسية، وحرق عدد من الكنائس والمساجد، وفر مئات الأرمن من الرقة.